# Нижегородская епархия
Нижегоро́дская епа́рхия — епархия Русской православной церкви, объединяющая приходы и монастыри в средней части Нижегородской области (в пределах городов областного значения Нижний Новгород, Арзамас, Дзержинск, Саров, Бор, а также Арзамасского, Балахнинского, Богородского, Дальнеконстантиновского, Дивеевского и Кстовского районов). C 2012 года входит в состав Нижегородской митрополии.
Кафедральные соборы — Александра Невского в Нижнем Новгороде и Воскресения Словущего в Арзамасе.

## История
Решение учредить отдельную Нижегородскую епархию было принято на Московском соборе в 1589 году; однако учреждение епархии произошло лишь 24 марта (3 апреля) 1672 года Для управления новооткрытой епархией нужен был муж опытный и благонадежный. Выбор пал на архимандрита Печерского Вознесенского монастыря Филарета. Митрополит Нижегородский и Алатырский Филарет управлял епархией с 2 (12) июля 1672 года по 7 (17) марта 1682 года.
От учреждения в 1672 году до конца XVIII века резиденция архиереев находилась в кремле, при епископе Дамаскине резиденция была перенесена в новое здание, построенном на территории упразднённого Ивановского монастыря.
16 (27) октября 1799 года Нижегородская и Алатырская епархия стала именоваться Нижегородской и Арзамасской. Город Арзамас, входивший с 1740 года во Владимирскую епархию, вновь вошёл в состав Нижегородских земель, а город Алатырь вернулся в состав Казанской епархии. Первым епископом Нижегородским и Арзамасским стал Вениамин II (Краснопевков). Территория епархии была определена в границах, не менявшихся до 1918 года.
При епископе Нектарии стали издаваться «Нижегородские епархиальные ведомости». Первый номер газеты вышел 5 (17) февраля 1864 года.
В 1866 году было учреждено Балахнинское викариатство, которое пресеклось в 1923 году в результате гонений на церковь и распространения обновленчества.

### Советские годы

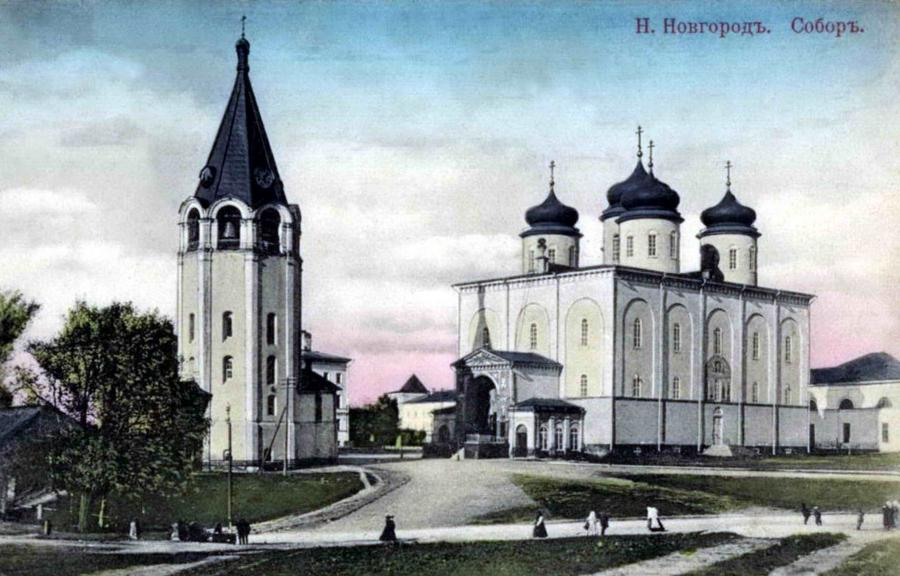
Кафедральный Спасо-Преображенский собор в Нижегородском кремле. Разрушен в советские годы.

Местом погребения первых новомучеников и исповедников Российских Нижегородской епархии стала Волга. В ночь с 17 на 18 августа 1918 года на Мочальном острове, расположенном на Волге напротив исторического центра Нижнего Новгорода, чекистами были убиты 15 монахов Оранского монастыря, его настоятель архимандрит Августин и настоятель церкви Казанской иконы Божией Матери Николай Орловский. На Мочальный остров были перевезены и сброшены в воду тела епископа Лаврентия (Князева) и протоиерея Алексия Порфирьева. Владыка стал десятым расстрелянным коммунистами православным российским архиереем.
16 октября 1932 года решением Временного патриаршего Священного синода епархия в связи с переименованием Нижнего Новгорода в Горький, стала именоваться Горьковской.
В 1937 году начался «большой террор». В оперативном приказе наркома внутренних дел Ежова «Об операции по репрессированию бывших кулаков, уголовников и др. антисоветских элементов» в число последних были включены «в прошлом репрессированные церковники и сектанты», которые «продолжают вести активную антисоветскую подрывную работу». Были спущены плановые цифры. На Горьковскую область были спущены цифры 1000 человек по I категории, то есть подлежащие расстрелу, и 3500 человек по II категории, то есть подлежащие заключению сроком от 8 до 10 лет.
В 1938 году на середине Волги, напротив Мочального острова, были замучены многие священники. Связанными их бросали в воду и следили, чтобы никто не выплыл.

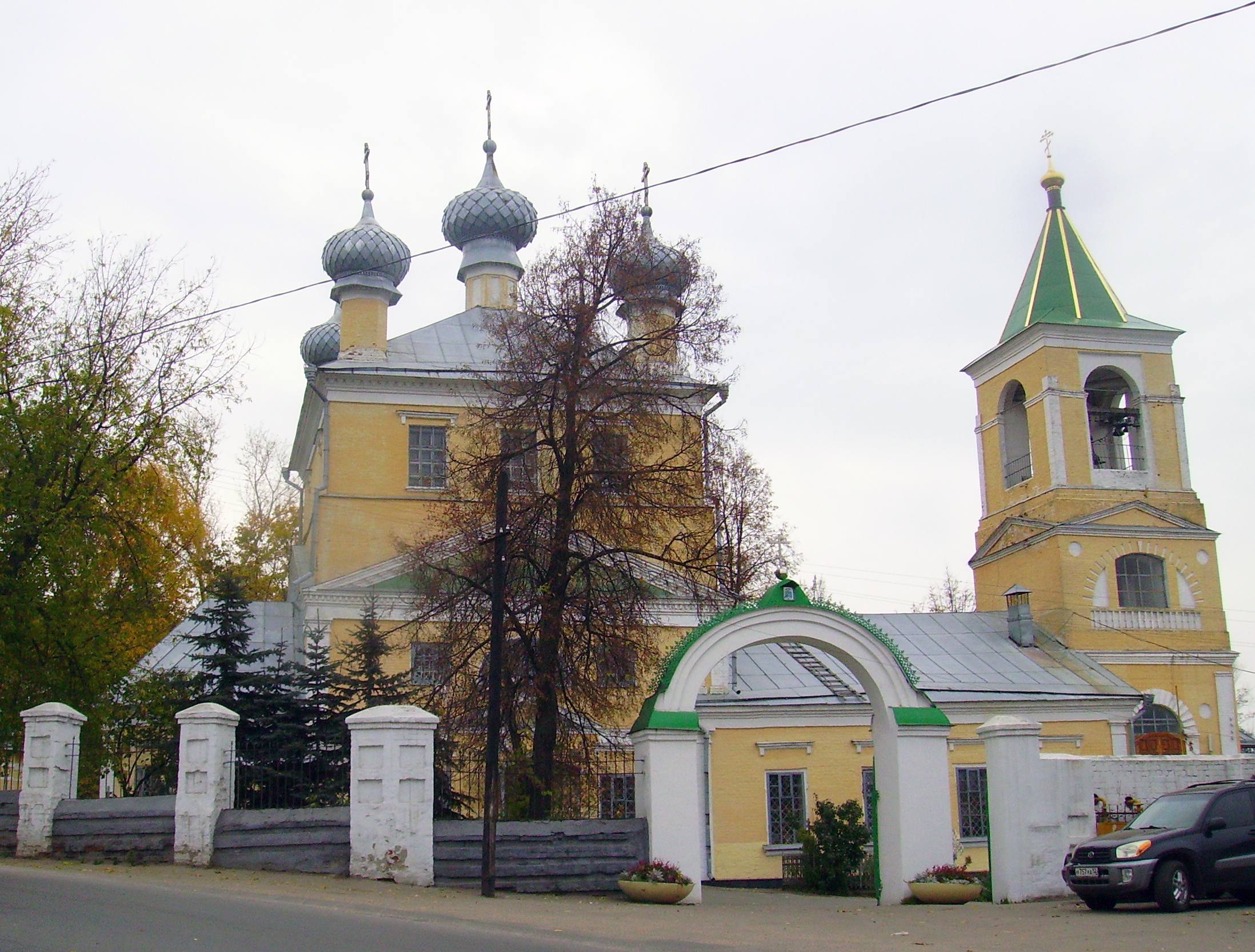
Церковь Троицы Живоначальной в Высокове. Последний и первый храм в Горьком

Перед началом Великой Отечественной войны Горьковская епархия была близка к уничтожению: почти все храмы были закрыты или уже не существовали. Последний в Горьком храм — Троицкая церковь в селе Высоково — был закрыт накануне Великой Отечественной войны — 8 мая 1941 года. 10 августа того же года церковь вновь открылась; в первые месяцы Великой Отечественной войны от её прихожан в Фонд обороны страны было внесено более миллиона рублей.

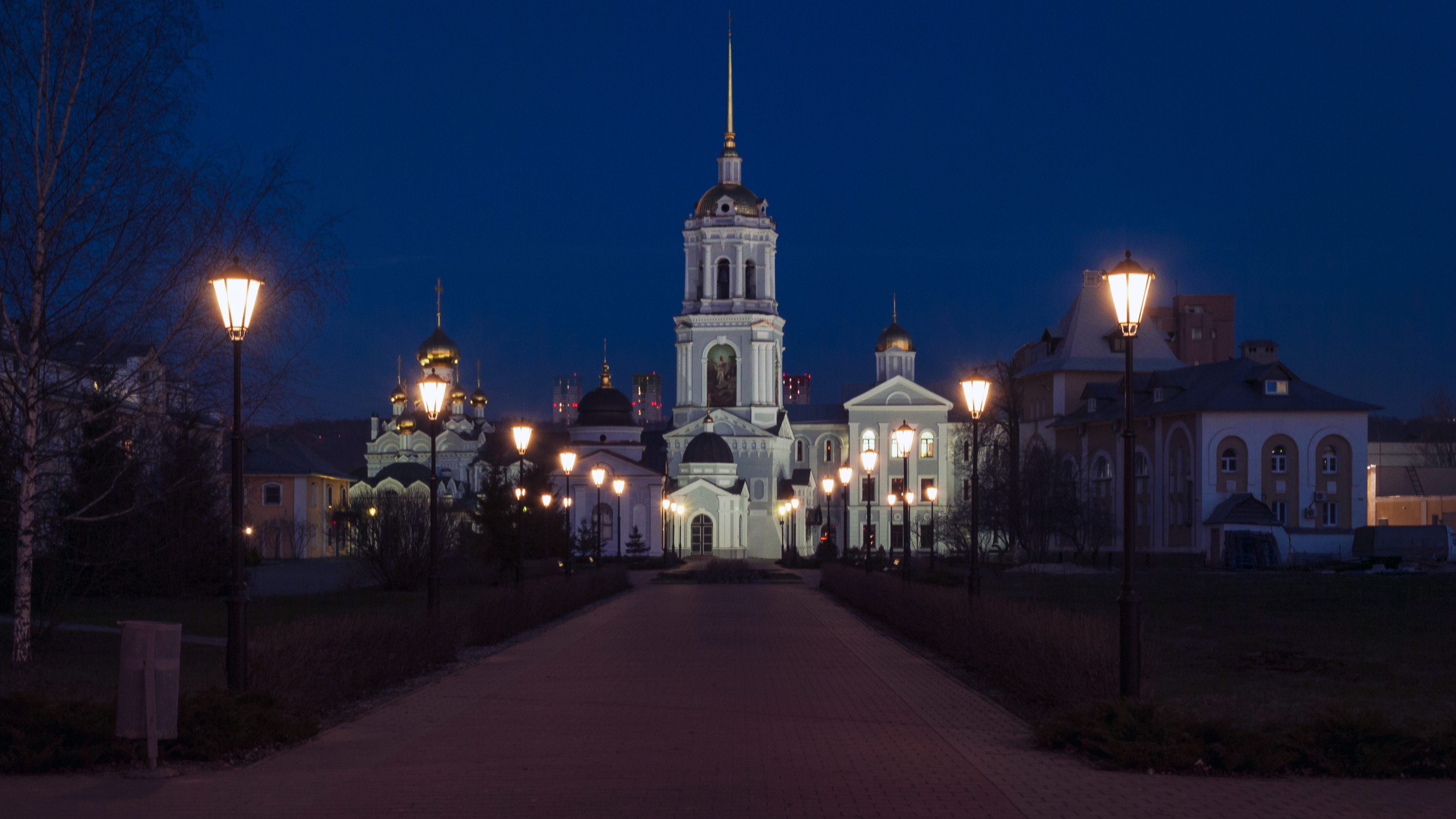
Карповская церковь

14 апреля 1943 года горисполком предоставил вторую церковь в Горьком — в посёлке Карповка — «для молитвенных нужд» создавшейся общине. Но в ночь с 13 на 14 июня при налёте немецкой авиации пять человек из двадцатки общины погибло, пострадало само здание. Карповская церковь была отремонтирована и открылась 19 июля 1944 года. В августе 1943 года была открыта церковь в слободе Печеры Ждановского района города Горького.
Согласно подсчётам 1943 года, из 1126 церковных зданий епархии 892 использовались под клубы, школы и склады, а 228 разрушались, пустуя. В 1945 году было открыто 13 храмов, 1946 году — 6, 1947 году — 3, 1948 году — 2 храма.
В 1950 году в епархии насчитывалось 47 зарегистрированных храмов, в том числе 3 — в Горьком. Кроме того, насчитывалось около 60 незарегистрированных молитвенных домов, богослужения в которых совершали заштатные священники и миряне. В частности, в Ворсме молитвенный дом Николая Братанова был рассчитан на 20-25 человек, при этом по данным уполномоченного на пасхальную службу на улице молящихся возле дома было 200—250 человек. В 1950—1956 годах число приходов в епархии не изменилось, а 1956 году оно даже увеличилось на один: был открыт Казанский храм в Ворсме. К середине 1980-х годов в епархии действовало 44 храма, тогда как число приходов по стране заметно сократилось.

### Возрождение

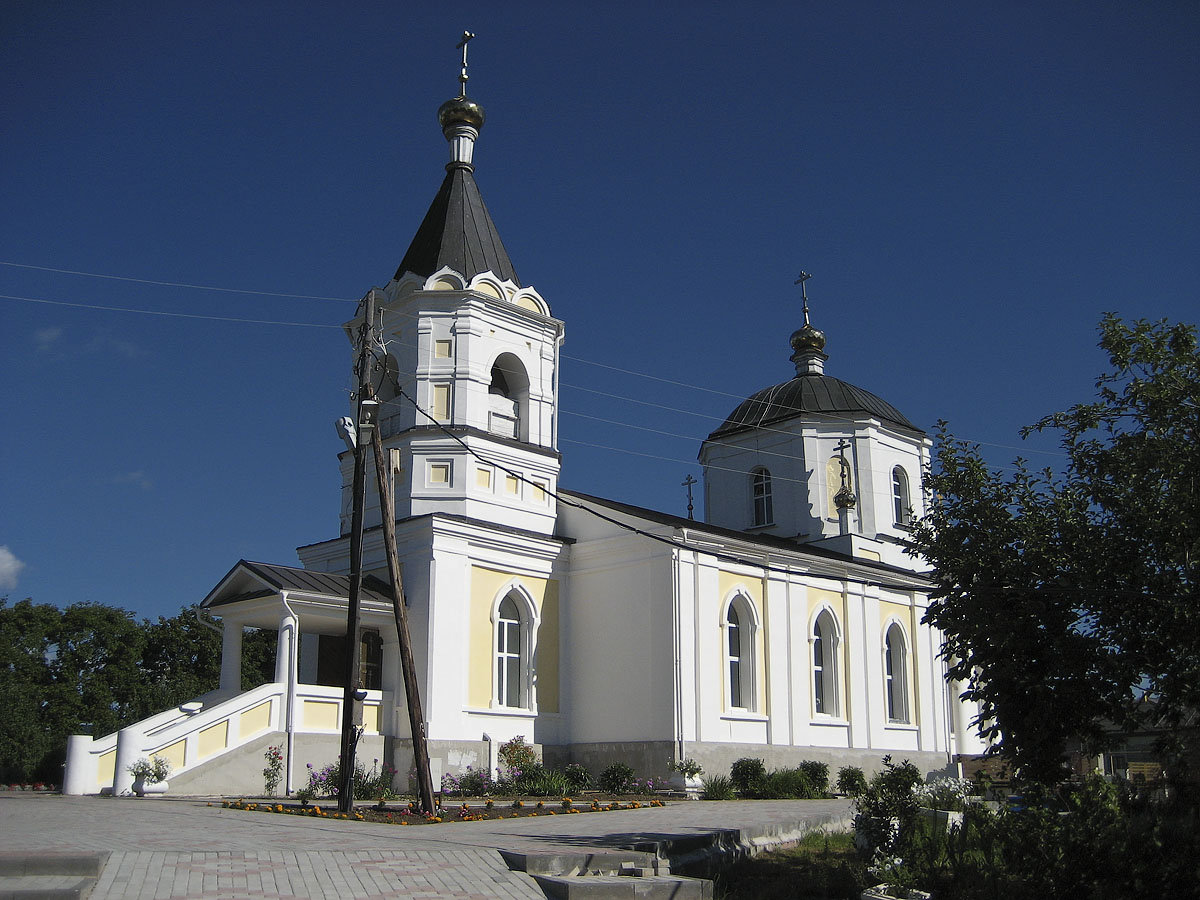
Покровский монастырь, Лукино

В 1988 году была зарегистрирована церковная община и началось возрождение Серафимо-Дивеевского монастыря. В ноябре 1988 года верующим был передан Спасский Староярмарочный собор, до этого времени в Нижнем Новгороде действующими были лишь три сельские церкви.
В 1990 году были обретены мощи Серафима Саровского. 28 июля 1991 года крестный ход с мощами отправился из Москвы, и 1 августа 1991 года при большом стечении народа преподобного встречали в Дивеевском монастыре.

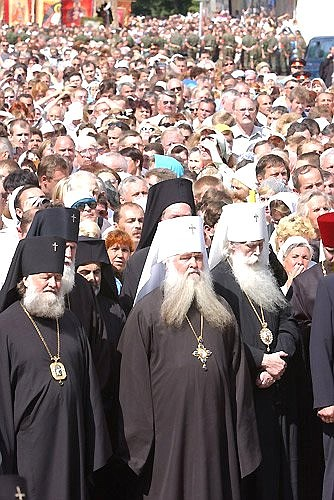
Благословение крестного хода с мощами Серафима Саровского

В связи с изменением административных границ между Ивановской и Нижегородской областями 26 декабря 1995 года Сокольский район был выделен из Иваново-Вознесенской епархии и передан Нижегородской.
В 1996 году был открыт сайт епархии, ставший первым православным сайтом России. В 2003 году появилась новая версия сайта, спустя пять лет — его англоязычная версия. К 2010 году сайт ежемесячно посещало около 30 тысяч человек, в 2011 году было получено свидетельство о государственной регистрации СМИ.
В 2000 году в епархии, впервые с 1917 года, был основан новый Покровский монастырь.
В 2003 году состоялось празднование 100-летия канонизации Серафима Саровского. Богослужения возглавлял Святейший Патриарх Алексий II, в числе гостей и паломников был будущий Патриарх — митрополит Кирилл.
16 июля 2005 года начал работу православный телефон доверия. За пять лет работы на него поступило 63 тысяч звонков.
К началу 2007 года в епархии насчитывалось 414 действующих храмов.
В 2009 году в епархии был возобновлён Феодоровский монастырь, открыто 8 новых приходов, освящено 9 храмов и 3 часовни. 9 сентября — 12 сентября 2009 года состоялся визит Патриарха Кирилла на нижегородскую землю, в ходе которого собору Александра Невского в Нижнем Новгороде был присвоен статус кафедрального.
В декабре 2009 года делегация из 118 человек во главе с архиепископом Нижегородским и Арзамасским Георгием и епископом Люберецким Вениамином совершила пятидневное паломничество к святыням Синая, Каира и Александрии. В Монастыре Святой Екатерины для нижегородских паломников сделали исключение — им разрешили провести службу.
В Крещенский сочельник, 18 января 2010 года в дар Церковно-археологическому музею истории Нижегородской епархии из фондов Нижегородского государственного академического театра драмы имени М. Горького были переданы дореволюционные церковные облачения, которые использовались в качестве театрального реквизита и хранились в костюмерном цехе театра ещё с довоенных времен.
В 2010 году в епархии действовало 15 монастырей и 420 приходов.
В 2011 году начал работу один из первых в стране центров помощи для матерей в трудной жизненной ситуации «Быть мамой».

### Часть митрополии
15 марта 2012 года члены Священного синода приняли решение о создании Нижегородской митрополии, в состав которой были включены Нижегородская епархия и вновь созданные Выксунская, Городецкая и Лысковская епархии. Сайт Нижегородской епархии стал сайтом новой митрополии.
В 2015 году были заложены девять храмов, освящены десять церквей, четыре придела храмов и две часовни, зарегистрированы 13 приходов, состоялись хиротонии 13 священников и 20 диаконов. В 2015 году на территории Нижегородской области служили более 600 священников, в начале 1990-х годов паству окормляли всего 40 священников.

### Управляющие епархией
За 330 лет Нижегородской кафедрой управляли 48 архиереев. Двое были прославлены как новомученики.
- 2 июня 1672 — 7 марта 1686 — Филарет
- 7 марта 1686 — 26 сентября 1696 — Павел
- 17 мая 1697 года — 20 июля 1699 — Трифиллий (Инихов)
- 23 июля 1699 — июнь 1708 — Исаия
- 14 сентября 1708 — 5 марта 1719 — Сильвестр (Волынский)
- 23 марта 1719 — 8 мая 1738 — Питирим (Потёмкин)
- 25 февраля 1739 — 1 сентября 1742 — Иоанн (Дубинский)
- 12 сентября 1742 — 9 августа 1748 — Димитрий (Сеченов)
- 14 августа 1748 — 28 февраля 1753 — Вениамин (Пуцек-Григорович)
- 14 марта 1753 — 1 июня 1773 — Феофан (Чарнуцкий)
- 9 июля 1773 — 25 апреля 1782 — Антоний (Герасимов-Зыбелин)
- 16 мая 1782 — 22 сентября 1783 — Иоасаф (Заболотский)
- 22 сентября 1783 — 12 января 1794 — Дамаскин (Руднев)
- 12 февраля 1794 — 26 октября 1798 — Павел (Пономарёв)
- 26 октября 1798 — 16 марта 1811 — Вениамин (Краснопевков)
- 28 мая 1811 — 10 января 1825 — Моисей (Близнецов-Платонов)
- 1825—1826 — Самуил (Запольский-Платонов)
- 28 февраля — 19 октября 1826 — Мефодий (Соколов)
- 13 октября 1826 — 24 января 1832 — Афанасий (Протопопов)
- 1 февраля 1832 — 19 января 1835 — Амвросий (Морев)
- 19 января 1835 — 13 января 1847 — Иоанн (Доброзраков)
- 15 января 1847 — 20 мая 1850 — Иаков (Вечерков)
- 21 мая 1850 — 1 марта 1851 — Иустин (Михайлов)
- 19 декабря 1850 — 11 июня 1857 — Иеремия (Соловьёв)
- 20 июля 1857 — 29 сентября 1860 — Антоний (Павлинский)
- 22 сентября 1860 — 21 января 1869 — Нектарий (Надеждин)
- 28 февраля 1869 — 7 февраля 1873 — Филарет (Малышевский)
- 13 июня 1873 — 8 декабря 1877 — Иоанникий (Руднев)
- 8 декабря 1877 — 23 мая 1879 — Хрисанф (Ретивцев)
- 23 мая 1879 — 7 июня 1885 — Макарий (Миролюбов)
- 7 июня 1885 — 25 ноября 1889 — Модест (Стрельбицкий)
- 25 ноября 1889 — 7 мая 1892 — Владимир (Петров)
- 7 мая 1892 — 29 декабря 1900 — Владимир (Никольский)
- 20 января 1901 — 13 августа 1910 — Назарий (Кириллов)
- 13 августа 1910 — 22 марта 1918 — Иоаким (Левитский)
- 1917 — 21 октября 1918 — Лаврентий (Князев)
- 18 ноября 1918 — 16 июля 1922 — Евдоким (Мещерский)
- 1922—1923 — Филипп (Гумилевский)
- 31 марта 1924 — 27 апреля 1934 — Сергий (Страгородский)
- 1929 — 11 февраля 1934 — Александр (Похвалинский)
- май 1934 — май 1935 — Евгений (Зёрнов)
- 12 ноября 1935 — 4 октября 1937 — Феофан (Туляков)
- 1937—1941 — кафедра вдовствовала
- ноябрь/декабрь 1941 — 20 мая 1942 — Сергий (Гришин)
- 28 мая — 13 июля 1942 — Андрей (Комаров)
- 13 июля 1942 — 14 октября 1943 — Сергий (Гришин)
- 22 декабря 1943 — 18 ноября 1948 — Зиновий (Красовский)
- 18 ноября 1948 — 14 августа 1961 — Корнилий (Попов)
- 14 августа 1961 — май 1965 — Иоанн (Алексеев)
- 25 мая 1965 — 14 января 1966 — Мстислав (Волонсевич)
- 7 июля 1966 — 3 марта 1977 — Флавиан (Дмитриюк)
- 11 июня 1977 — 21 июня 2001 — Николай (Кутепов)
- 21 июня 2001 — 11 октября 2002 — Евгений (Ждан)
- 11 октября 2002 — 2 февраля 2003 — Феодосий (Васнев)
- с 2 февраля 2003 — Георгий (Данилов)

## Архиереи
В епархии несут служение 4 архиерея:
- правящий архиерей Георгий (Данилов), митрополит Нижегородский и Арзамасский
- викарный архиерей Илия (Быков), епископ Балахнинский
- викарный архиерей Филарет (Гусев), епископ Дальнеконстантиновский
- викарный архиерей Иннокентий (Васецкий), епископ Сормовский

## Викариатства
- Арзамасское (недейств.)
- Балахнинское
- Богородское (недейств.)
- Васильсурское (недейств.)
- Ветлужское (недейств.)
- Городецкое (ныне самостоятельная епархия)
- Дальнеконстантиновское
- Керженское (недейств.)
- Краснобакинское (недейств.)
- Лукояновское (недейств.)
- Лысковское (ныне самостоятельная епархия)
- Макарьевское (недейств.)
- Марийское (ныне самостоятельная епархия)
- Павловское (недейств.)
- Сергачское (недейств.)
- Сормовское

## Благочиния
Епархия разделена на 18 церковных округов (по состоянию на октябрь 2022 года):
в Нижнем Новгороде
- Автозаводское благочиние
- Канавинское благочиние
- Молитовское благочиние
- Московское благочиние
- Нагорное благочиние
- Нижегородское благочиние
- Приокское благочиние
- Сормовское благочиние

в области
- Благочиние города Арзамаса
- Благочиние Арзамасского района
- Балахнинcкое благочиние
- Богородское благочиние
- Борское благочиние
- Воскресенское благочиние (город Дзержинск)
- Дальнеконстантиновское благочиние
- Дивеевское благочиние
- Кстовское благочиние
- Саровское благочиние

До создания в 2012 году Нижегородской митрополии в епархии насчитывалось 35 благочиннических округа, объединяющих приходы и монастыри. Из них три округа располагались в кафедральном городе: I-й, II-й и III-й Нижегородские благочиннические.
Остальные благочиния были объединены в округа: Северный, Центральный и Южный.
В состав Северного округа входили 9 благочиннических округов: Балахнинский, Борский, Варнавинский, Ветлужский, Воротынский, Воскресенский, Ковернинский, Семеновский, Уренский.
В состав Центрального округа — 11 благочиннических округов: Арзамасский, Богородский, Городецкий, Дальнеконстантиновский, Дзержинский, Княгининский, Кстовский, Кулебакский, Лысковский, Павловский.
В состав Южного округа — 11 благочиннических округов: Ардатовский, Вознесенский, Выксунский, Большеболдинский, Лукояновский, Пильнинский, Починковский, Саровский, Сергачский, Сеченовский, Шатковский.
Монастыри были выделены в отдельное благочиние, которое возглавлял благочинный архимандрит Тихон (Затёкин).
В мае 2012 года в связи с созданием трёх новых епархий были упразднены I-й, II-й, III-й нижегородские благочиннические округа, а в структуре Нижегородской епархии были созданы округа: Автозаводский, Молитовский, Сормовский, Приокский, Канавинский, Московский, Нагорный (Советский район), Нижегородский. В январе 2013 года Дзержинский благочиннический округ был переименован в Воскресенский. Позднее Арзамасский округ был разделён на два: города Арзамаса и Арзамасского района.
Кроме 8 округов города Нижнего Новгорода в состав епархии входит 10 округов по области: города Арзамаса, Арзамасского района, Балахнинский, Богородский, Борский, Воскресенский, Дальнеконстантиновский, Кстовский, Саровский, Дивеевский.

## Храмы
До 2009 года в Нижнем Новгороде кафедральным являлся Спасский Староярмарочный собор, а до 1930 года — Спасо-Преображенский собор в Кремле.
Самый древний каменный храм Нижегородской епархии, построенный в 1552 году, находится в Балахне и освящён в честь Николая Чудотворца. Один из последних построенных перед революцией храмов — Церковь в честь Владимирской иконы Божией Матери в селе Гордеевка. Церковь построена на месте Владимирской церкви XIX века, рядом со Смоленской церковью. Освящение совершалось в три этапа, по мере достройки: в феврале 1908 года, мае 1908 года и сентябре 1909 года. Также в Нижнем Новгороде расположены самый большой в епархии из построенных в современной России Никольский собор и переделанная из светского здания Покровская церковь.
По состоянию на 2009 год в епархии насчитывалось 3 действующих церкви в честь Крещения Господня и 18 действующих соборов и церквей — в честь Успения Богородицы. В 13 храмах освящены престолы в честь Нерукотворного Образа Спасителя. В пяти храмах престолы освящены в честь Рождества Пресвятой Богородицы, в семи — в честь Воздвижения Креста Господня, в девяти — в честь преподобного Сергия Радонежского, в четырёх (в том числе кафедральном) — в честь Обновления храма Воскресения Христова в Иерусалиме, в 38 — в честь Покрова Пресвятой Богородицы, 2 — в честь Димитрия Солунского, 3 — в честь мученицы Параскевы, 18 — в честь Архангела Михаила, 3 — в честь иконы Божией Матери «Скоропослушница», 50 — в честь Святителя Николая, 2 — в честь иконы «Нечаянная Радость».
Домовой храм в покоях архиепископа Нижегородского и Арзамасского в Печерском монастыре освящён 31 декабря 2007 года в честь преподобного Сергия Радонежского.
20 сентября 2016 года в Кстово освящён храм в честь святого благоверного князя Даниила Московского. В епархии это единственная церковь, расположенная на территории воинской части.

## Монастыри

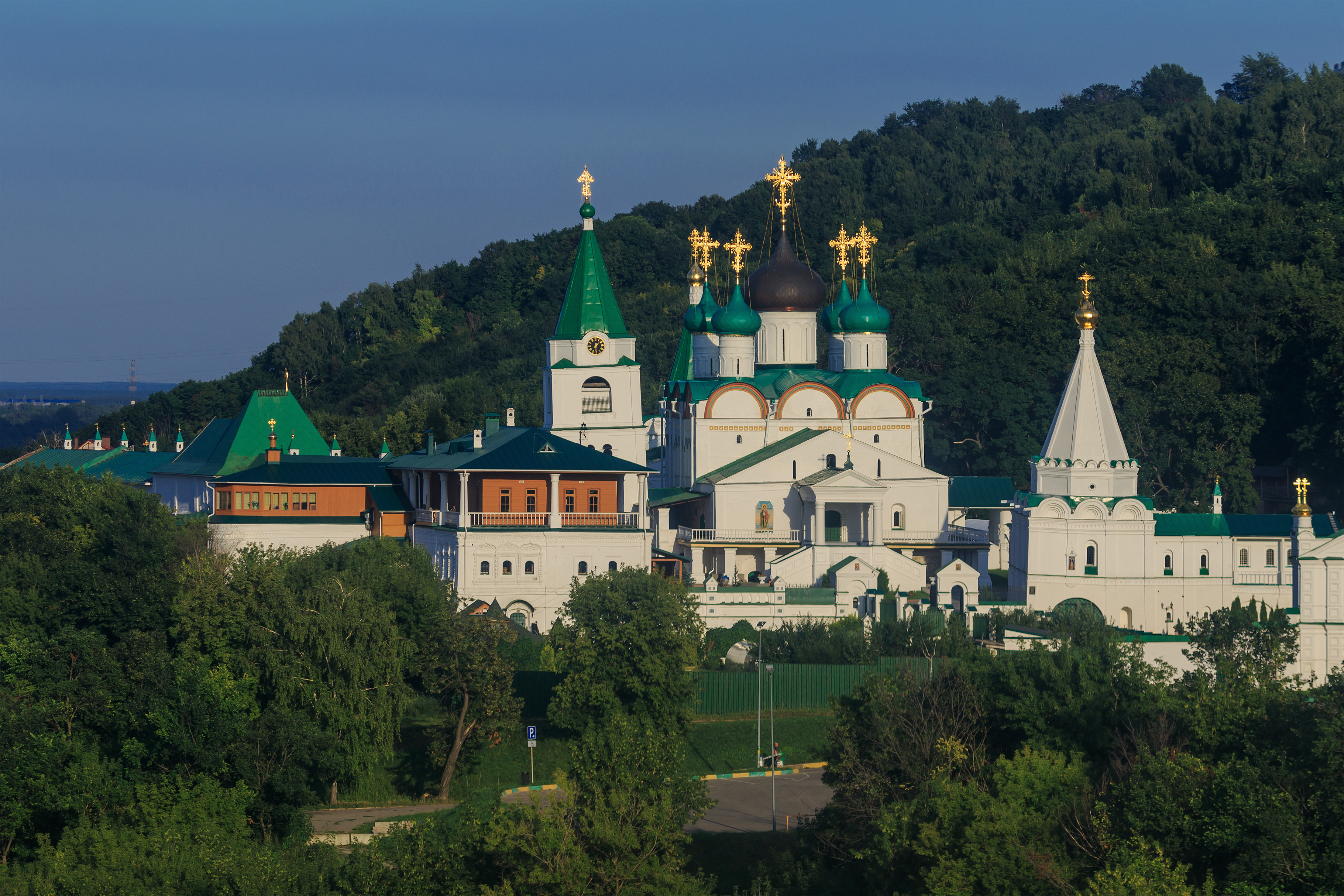
Вознесенский Печерский мужской монастырь

По состоянию на 2009 год в Нижегородской епархии 15 действующих монастырей: 8 мужских и 7 женских, принявшие схиму были только в женских монастырях.
После создания митрополии в епархии осталось 9 монастырей: 5 мужских и 4 женских. Позднее был возрожден Скорбященский женский монастырь в селе Малая Пица.
Мужские:
1. Благовещенский монастырь
2. Вознесенский Печерский монастырь
3. Оранский Богородицкий монастырь
4. Свято-Успенская Саровская пустынь
5. Спасо-Преображенский монастырь

Женские:
1. Свято-Троицкий Серафимо-Дивеевский монастырь
2. Крестовоздвиженский монастырь
3. Свято-Николаевский монастырь[59]
4. Покровский женский монастырь
5. Малопицкий Скорбященский монастырь

По состоянию на 2014 год действовало 5 монастырских подворий и 16 скитов.
Ряд разрушенных монастырей переданы Нижегородской епархии и восстанавливаются. Среди них:
- Кутузовский и Свято-Троицкий Белбажский монастырь — скиты Дивеевского монастыря
- Амвросиев Николаевский Дудин монастырь — подворье Благовещенского монастыря,
- Покровский мужской монастырь в Балахне — сохранившиеся церкви переданы епархии.

## Праздники

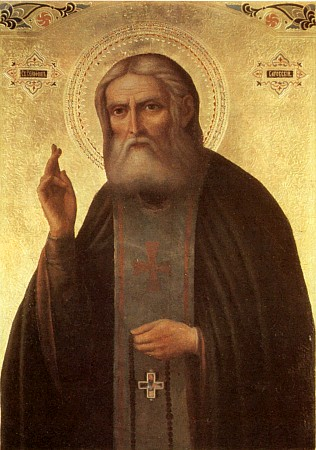
Икона преподобного Серафима Саровского

- Одним из главных праздников в Нижегородской епархии является день памяти святого Серафима Саровского, торжественно отмечаемый 19 июля (1 августа). В этот день в 1754 году родился преподобный, в 1903 году состоялась канонизация, а в 1991 году — мощи Серафима Саровского вернулись в Дивеевский монастырь[60]. 2 (15) января — день смерти[61].
- Собор Нижегородских святых. Отмечается во второе воскресенье сентября начиная с 2008 года[62].
- Собор Дивеевских святых. Отмечается 27 июня, на следующий день после празднования дня памяти основательницы Дивеевского монастыря матушки Александры[63]. Первым в честь праздника освящён храм-часовня в Москве на Патриаршем подворье Дивеевского монастыря[63].
- Основание Мельничной общины. По сложившейся традиции, в память об этом событии 22 декабря в день зачатия праведной Анной и иконы «Нечаянная Радость» в Свято-Троицком Серафимо-Дивеевском монастыре проходит служба архиерейским чином[64][65].

### Дни памяти нижегородских святых
- 12 февраля — день памяти блаженной Пелагии Дивеевской. 31 июля 2004 года прославлена в лике местночтимых святых, а октябре 2004 года Архиерейским собором было принято решение о её общецерковном почитании[66].
- 17 февраля — день памяти святого благоверного князя Георгия Всеволодовича — основателя Нижнего Новгорода[67].
- 16 апреля — преподобной Феодоры, благоверной княгини Анастасии Иоанновны, супруги великого князя Андрея Константиновича[68].
- 4 мая — день канонизации праведного Алексия Бортсурманского[69].
- 10 июня — память преподобной Елены Дивеевской[70]
- 24 июня — день памяти преподобного Варнавы Ветлужского-чудотворца
- 7 августа — день памяти преподобного Макария Желтоводского и Унженского чудотворца.
- 9 сентября — день памяти священномучеников Стефана (Немкова)[71] и Михаила (Воскресенского)[72].
- 4 октября — день памяти семи нижегородских священномучеников пресвитеров Александра Белякова, Андрея Бенедиктова, Валента Никольского, Иоанна Быстрова, Иоанна Лазарева, Иоанна Никольского, Петра Сахаровского[73].
- 5 октября — день памяти святой блаженной старицы Паши Саровской[74]. Мощи блаженной Параскевы хранятся в Спасо-Преображенском соборе Свято-Троицкого Серафимо-Дивеевского монастыря.
- 3 ноября — день памяти преподобномученицы Пелагии (Тестовой)[75]. В 2001 году причислена к лику преподобномучениц и включена в Собор новомучеников и исповедников российских[75]. Погребена на лагерном кладбище у посёлка Жартас[75].
- 6 ноября — день памяти священномученика Лаврентия, епископа Балахнинского.
- 7 ноября — день памяти преподобноисповедницы Матроны (Власовой). Прославлена в лике святых в 2001 году[76]. Обретение мощей состоялось в сентябре 2007 года[76].

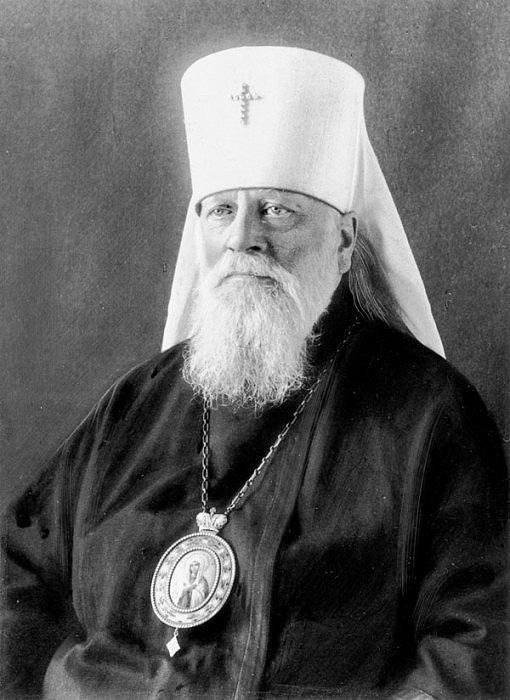
Новомученик Серафим (Чичагов)

- 20 ноября — день памяти 14 новомучеников: священномучеников пресвитеров Михаила Гусева[77], Александра Курмышского, Александра Крылова, Алексея Молчанова, Александра Ильинского, Михаила Адамантова, Николая Троицкого, Павла Борисоглебского, Павлина Старополева, священномучеников диаконов Вениамина Владимирского и Иоанна Мошкова, мученицы Елизаветы Сидоровой, мучеников Александра Белякова и Николая Филиппова[78].
- 2 декабря — день памяти праведного схимонаха Иоасафа Печерского чудотворца[79].
- 11 декабря — день памяти священномученика Серафима (Чичагова)[80].
- 26 декабря — день памяти священномученика Иакова (Гусева). Установлен с 2003 года решением Священного Синода[81].
- 27 декабря — день памяти святителя Илариона, митрополита Суздальского.

## Образование
Нижегородская духовная семинария ведёт свою историю с 29 марта 1721 года и является старейшей в России. Небесным покровителем семинарии считается преподобный Иоанн Дамаскин. В советское время на протяжении более 70 лет семинария была закрыта. В 1993 году в Благовещенском монастыре открылось духовное училище, которое через два года решением Священного синода было преобразовано в духовную семинарию. Первым её ректором и духовным отцом стал иеромонах Кирилл (Покровский).
В 2004 году в Нижегородском государственном университете им. Н. И. Лобачевского был открыт философско-теологический факультет, в числе студентов и выпускников которого священнослужители как Нижегородской, так и других епархий.
Среднее богословское образование представлено двумя духовными училищами:
- Нижегородское епархиальное женское при храме в честь Собора Пресвятой Богородицы. Открыто в 1995 году.
- Свято-Елисаветинское отделение сестер милосердия в Нижегородском государственном медицинском колледже. Действует с 2000 года.

В епархии действует семь православных гимназий:
- Арзамасская имени мучениц Веры, Надежды, Любови и матери их Софии, открыта в 2005 году[87], духовник — протоиерей Сергий Жулин[87];
- Гнилицкая имени святителя Николая Чудотворца, открыта в 2002 году;
- Дивеевская монастырская православная средняя общеобразовательная школа;
- Дзержинская имени преподобного Серафима Саровского. Открыта 1 сентября 2004 года[88]. 13 декабря 2009 года в гимназическом храме духовник Михаил (Голик) совершил первую Божественную литургию[89].
- Нижегородская имени преподобного Сергия Радонежского, открыта в 2009 году[90];
- Саровская имени преподобного Серафима Саровского;
- Сормовская имени апостола евангелиста Иоанна Богослова[91].

С 18 февраля 2008 года при соборе в честь Александра Невского действует школа колокольного звона. По состоянию на 2009 год, действовали 192 воскресные школы. Из них 27 прошли государственную аттестацию, четырём был присвоен высочайший уровень. После создания митрополии, на территории современной епархии, в 2014 году насчитывалось 87 воскресных школ, объединяющих 3625 детей и 367 педагогов.
Финансируется обучение учителей по духовно-нравственной программе «Истоки».
Для семей, ожидающих ребёнка, на базе Христианского православного центра детства и родовспоможения во имя преподобного Серафима Саровского при храме в честь иконы Божией Матери «Всех скорбящих Радость» с 2006 года действует программа «Школа православной молодой семьи».